# Encephalartos lebomboensis
Encephalartos lebomboensis és una espècie de gimnosperma de la divisió Cycadophyta, família Zamiaceae, originària de l'est de la regió de la Ciutat del Cap (Sud-àfrica). Es troba en perill d'extinció segons la Unió Internacional per a la Conservació de la Natura (UICN), ja que es tracta d'una espècie molt popular entre els col·leccionistes i la població ha disminuït substancialment en els darrers 90 anys (3 generacions). La subpoblació de la muntanya de Mananga s'ha vist particularment afectada per la recollida. Es qualifica com En Perill per la magnitud de la disminució i el seu rang de distribució estret.

## Generalitats
Aquesta planta es diu que és una de les cícades més populars en el cultiu, encara que existeix certa confusió sobre la seva identitat. Diverses poblacions del que es consideraven anteriorment com E. lebomboensis ara són considerats com E. senticosus basats principalment en diferències en els seus cons, incloent la majoria dels que es troben a les muntanyes de Lebombo. E. lebomboensis va ser descrita per primera vegada en 1949 pel Dr. Inez Verdoorn. El seu centre de distribució va ser de les muntanyes Lebombo, que s'estén des del nord de KwaZulu-Natal de Swazilàndia i cap Mpumalanga. Va ser a partir d'aquest últim lloc, quan la presa es va desenvolupar en la dècada de 1960, que molts cícadas es van recollir i van entrar en el comerç de cultiu. Hi ha una forma del nord del voltant de Mananga en Mpumalanga i una forma centrada al sud de Piet Retief a l'alta vall de Riu Pongola. Ambdues formes es troben normalment en el cultiu i són fàcils d'obtenir en els vivers.

## Descripció
Encephalartos lebomboensis és una cícada de mida mitjana a gran, amb tiges que poden créixer fins a 4 m de longitud. Sovint procumbents amb una corona de fulles brillants de color verd pàl·lid a més fosc. Creix individualment o en grups de fins a vuit. Forma nombrosos plançons a la base i pot formar clons (offset) de si mateix ocasionals en els troncs. Les tiges de la forma Piet Retief són més curts i més gruixuts.

## Reproducció
Els cons femenins d'E. lebomboensis són d'un color albercoc o verd clar i té escates de les pinyes planes. Els cons masculins són en forma d'ou, (o en forma de barril en la forma Piet Retief), 400-450 mm de llarg, 250-300 mm de diàmetre. Testes (sarcotesta) són de color vermell brillant. Els cons masculins són estretament cilíndrics, al voltant de 450 mm de llarg i 120-150 mm de diàmetre.